# Ab Barik-e Olya, Aligudarz
Ab Barik-e Olya (în persană ابباريك عليا, romanizat și ca asb Bārīk-e 'Olyā și Āb Bārīk' Olyā; cunoscut și sub numele de Āb Bārīk Bālā și Āb Bārīk-e Bālā) este un sat din districtul rural Borborud-e Sharqi, situat în districtul central al județului Aligudarz, provincia Lorestan, Iran. La recensământul din 2006, populația sa era de 320 de locuitori, în 57 de familii.